# Punta Salvore

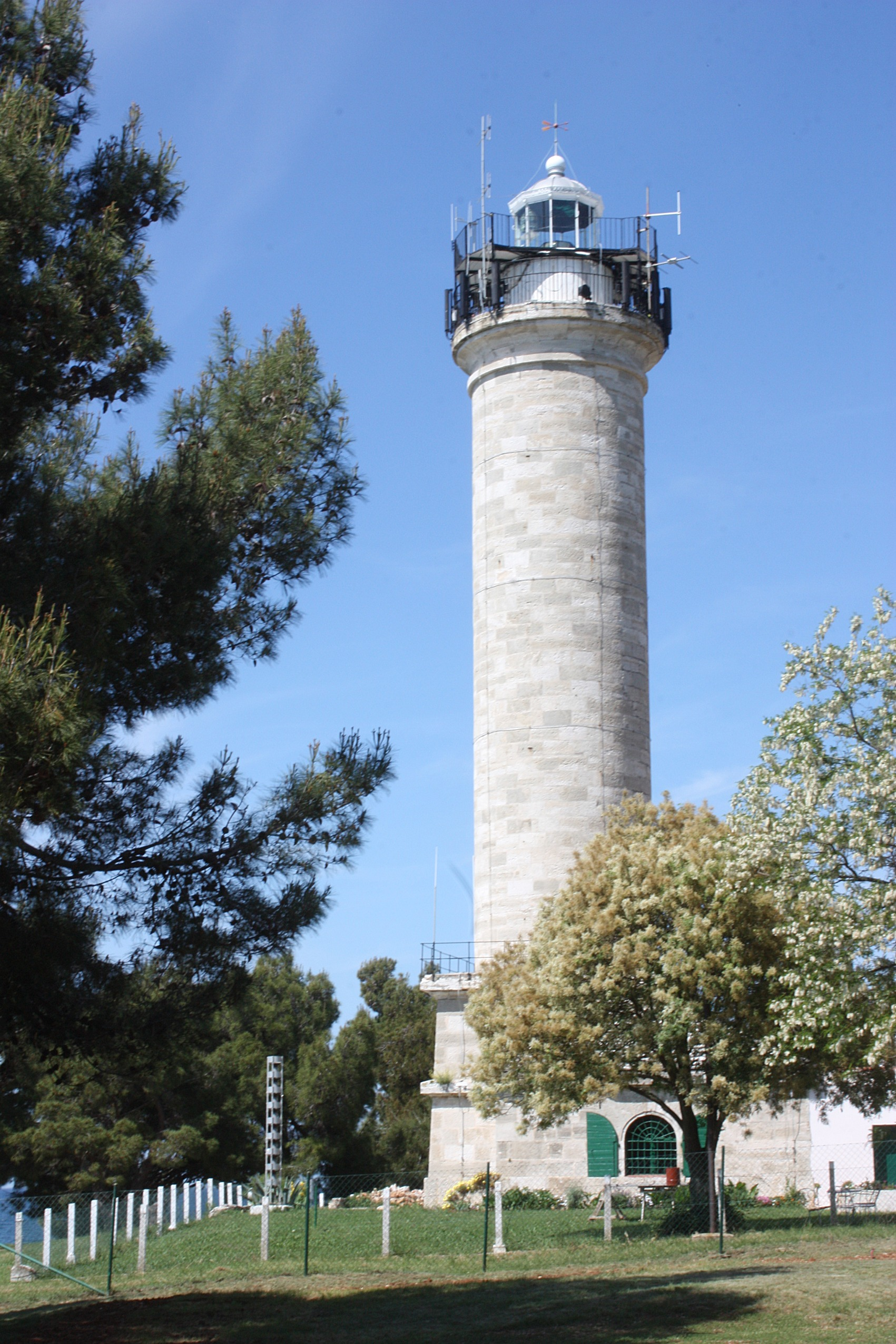
Phare de Punta Salvore

Punta Salvore (en croate : Rt Savudrija) est un promontoire situé au nord-ouest de la péninsule d'Istrie, actuellement rattachée à la Croatie, immédiatement au nord du village de Savudrija, sur la commune d'Umag. Le cap marque à la fois l'extrémité ouest de la baie de Piran et sa transition vers le golfe de Trieste et, avec Punta Tagliamento en face, sur la côte italienne, sa transition vers la mer Adriatique. Faisant une saillie de plusieurs kilomètres vers l'ouest, Punta Salvore est très proche des lagunes de Grado et de Marano, en Italie. Dès la nuit tombée, il est possible de voir les phares des villes italiennes de Grado et Lignano Sabbiadoro, tandis que vers le nord, lorsque le ciel est dégagé, la vue s'étend sur l'ensemble des Alpes Juliennes. Punta Salvore est connue pour ses spécialités gastronomiques à base de poissons.
La bataille de Salvore, et plus précisément la bataille navale de Punta San Salvatore, entre la république de Venise et le Saint-Empire romain germanique en 1177, quelques mois après la bataille de Legnano, qui vit 40 galères vénitiennes, érigées grâce à l'aide des villes d'Istrie et soutenues par le Pape Alexandre III, opposées à 75 Génois et Pisans, alliés de l'empereur Frédéric Barberousse. La flotte vénitienne commandée par le doge Sebastiano Ziani et Nicolò Contarini, cachée dans la vallée de Piran, surprit ses adversaires, captura 45 navires, en coula d'autres et fit prisonnier le commandant lui-même, l'un des fils de Barberousse.

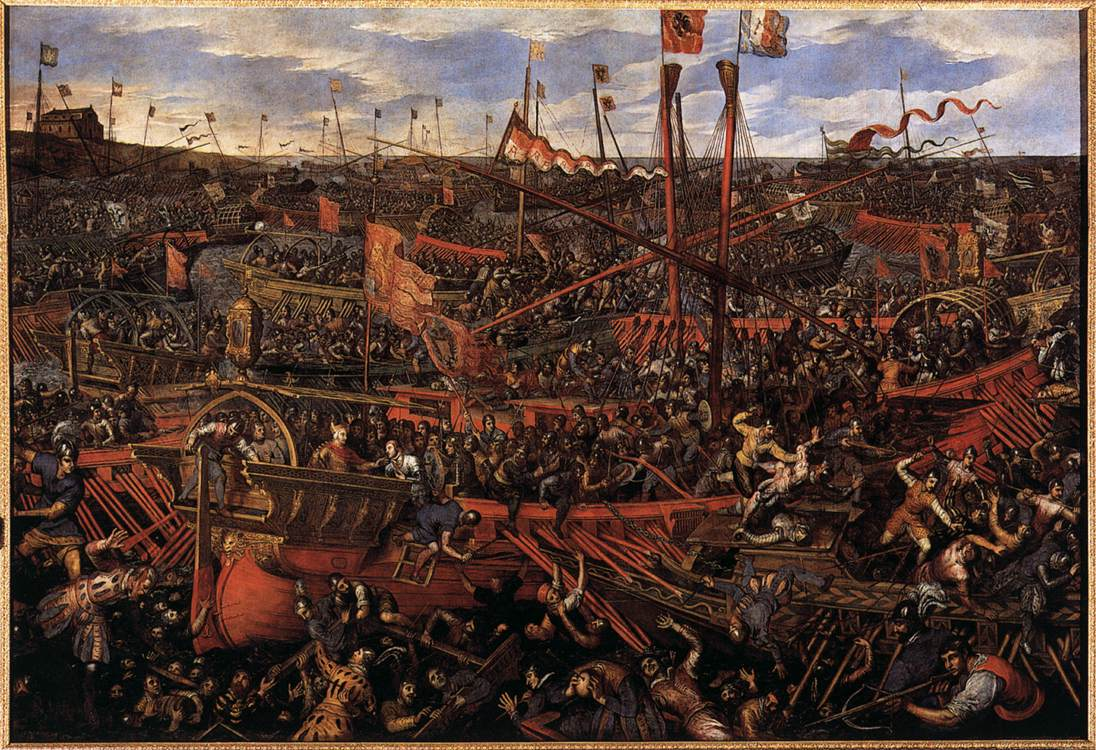
Bataille de Salvore par Domenico Tintoretto - Tableau exposé au Palazzo Ducale de Venise

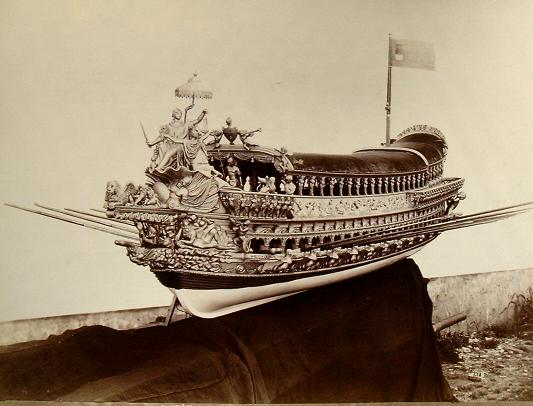
Galère vénitienne